# Alexander Resch
Alexander Resch (n. 5 aprilie 1979, Berchtesgaden, Bavaria, Germania) este un sănier ce a reprezentat Germania, medaliat olimpic. A participat la 3 ediții ale Jocurilor Olimpice (2002, 2006, 2010) în care a câștigat o medalie de aur și o medalie de bronz.